# Richtungsstabilität
Die Richtungsstabilität (auch Kursstabilität) beschreibt das Vermögen jedes Fahrzeugs, insbesondere eines Flugzeuges, seinen geradlinigen Kurs beizubehalten. Es bezeichnet die Stabilität um die Hochachse bei Fahrt über Grund.
Die wichtigste Rolle als Stabilisator für den Kurs spielt beim Luftfahrzeug die senkrechte Seitenflosse des Seitenleitwerks, sie bringt die Maschine dazu, sich beim Flug ähnlich wie eine Windfahne parallel zur Windrichtung zu stellen. 
Entscheidend ist, dass sich
- weit mehr seitliche Angriffsfläche hinter dem Schwerpunkt als vor dem Schwerpunkt befindet,
- die stabilisierend wirkende seitliche Angriffsfläche hinter dem Schwerpunkt ausreichend weit von der Hochachse entfernt ist und so mit einem günstigen, langen  Hebelarm angreift.

Dann stellt sich das Flugzeug analog zur Windfahne immer „in den Fahrtwind“.

## Erklärung (stark vereinfacht)
Das Bild zeigt ein Flugzeug (von oben und von der Seite), das ursprünglich in Richtung alter Kurs flog, so dass der Fahrtwind genau von vorn kam. Wegen einer Störung der Fluglage zeigt die Nase des Flugzeugs nun in Richtung gestörter Kurs; aufgrund der Massenträgheit behält das Flugzeug aber zunächst die ursprüngliche Flugrichtung bei.
Das führt dazu, dass nun der Fahrtwind das Flugzeug nicht mehr genau von vorn, sondern schräg von der Seite anbläst. 
Die Auswirkungen zeigt die untere Darstellung:
Der seitliche Fahrtwind erzeugt ein Drehmoment, das versucht, den vorderen Teil des Flugzeugs weiter im Uhrzeigersinn herumzudrehen und die Störung der Fluglage noch zu verstärken. 
Die Windkraft auf den hinteren Teil des Flugzeugs erzeugt ein Drehmoment gegen den Uhrzeigersinn, versucht hier also, das Flugzeug wieder in die ursprüngliche Richtung zu drehen. Da die seitlich angeströmte Angriffsfläche hinter der Hochachse wesentlich größer ist und außerdem überwiegend an einem längeren Hebelarm wirkt,  überwiegt das 2. Moment, und diese Resultierende dreht das Flugzeug aus der gestörten Fluglage auf den alten Kurs zurück, bis der Fahrtwind wieder genau von vorn kommt.